# Frederick Wassef
Frederick Wassef (São Paulo, 13 de novembro de 1965) é um advogado criminalista brasileiro,  ligado ao ex-presidente Jair Bolsonaro e à sua família.
. É filiado ao Partido Liberal (PL), e atraiu a notoriedade da imprensa brasileira ao obter vitória em favor do Senador Flávio Bolsonaro no caso das "rachadinhas".

## Vida pública

### Caso Evandro
Sua primeira aparição na midia decorreu-se do polêmico Caso Evandro Ramos Caetano, em que fez a defesa da Sra. Valentina de Andrade, conhecida por fazer parte do "Lineamento Universal Superior".
Envolvimento com a Família Bolsonaro
Seu envolvimento com a Família Bolsonaro começou em 2014, quando Wassef, entusiasta do discurso armamentista e pautas conservadoras se aproximou do então deputado e de sua família, com quem ele e sua ex-esposa Cristina Boner passaram a ser amigos pessoais. Ele sugeriu a candidatura à presidência de Bolsonaro em um desses encontros, e promoveu vários encontros do ex-presidente com empresários brasileiros desde 2015.

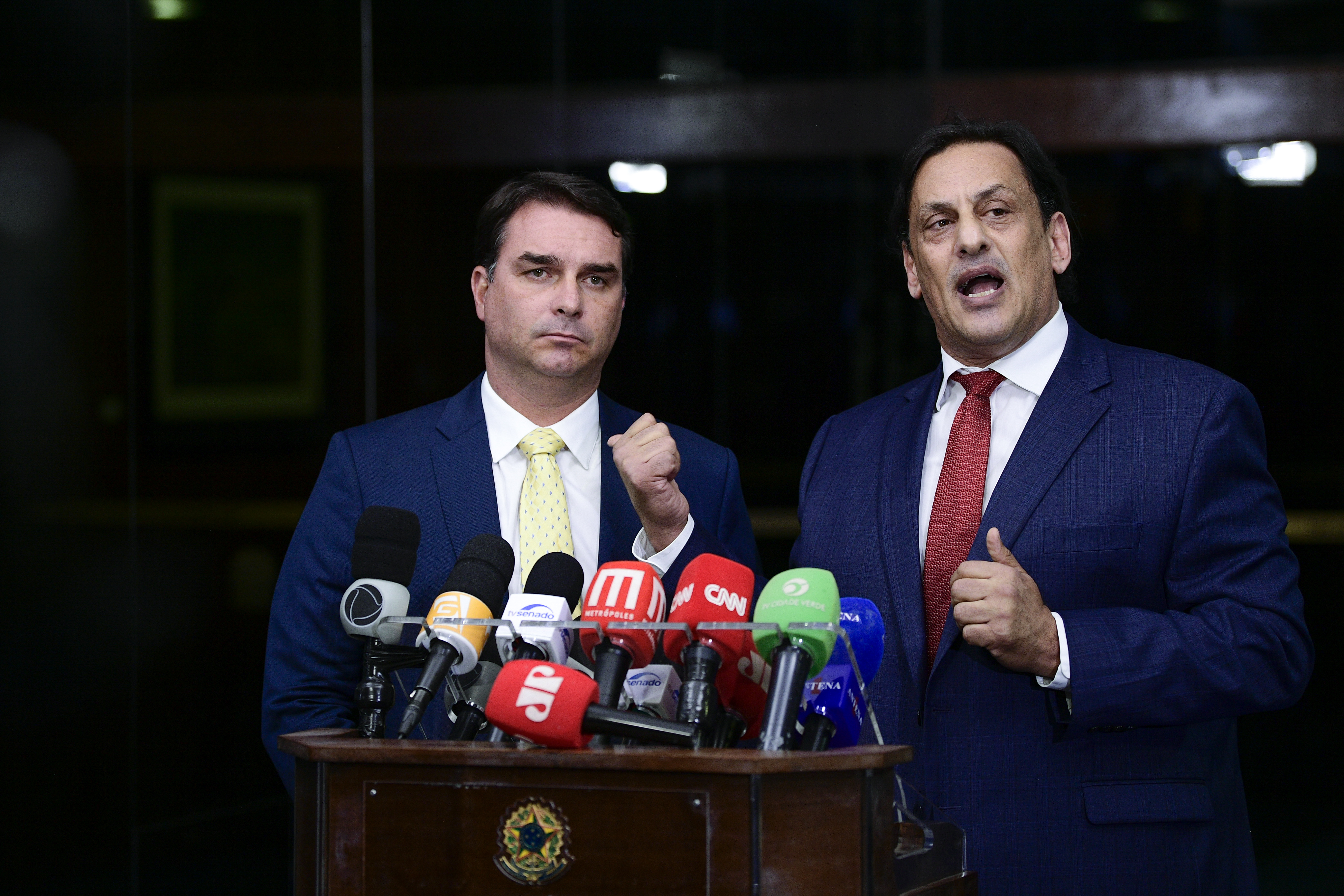
Wassef se notabilizou ao defender Flávio Bolsonaro

Durante a campanha à presidência de Bolsonaro, ficou conhecido por ser o seu advogado pessoal de seus filhos, e ganhou notoriedade por defender Bolsonaro após o caso da facada durante a campanha de 2018. Durante o governo, ganhou grande destaque da mídia ao obter vitória em favor do Flávio Bolsonaro no caso em que o Senador era acusado da prática de rachadinha durante sua passagem pelo Assembleia Legislativa do Rio de Janeiro, que supostamente seria feita usando como laranja o assessor Fabrício Queiroz. Wassef abrigava Queiroz em seu escritório, onde o assessor foi encontrado durante sua prisão.

Após o fim do Governo Bolsonaro, foi jogada luz em seu suposto envolvimento no Caso das joias envolvendo Jair Bolsonaro, em que foi responsável pela compra, com recursos próprios, de uma das joias presenteadas ao governo pela Arábia Saudita. A compra teria sido feita após determinação do TCU de devolução dos itens. Em agosto de 2023, para investigação do caso das joias, teve seus aparelhos celulares apreendidos pela Polícia Federal, inclusive aquele utilizado para comunicação com o ex-Presidente Jair Bolsonaro. Em julho de 2024, foi indiciado por pela PF por lavagem de dinheiro e associação criminosa no inquérito das joias sauditas.